# Osman Örek
Osman Nuri Örek (ur. 1925 w Nikozji, zm. 24 marca 1999 w Londynie) – cypryjski prawnik, polityk i dyplomata pochodzenia tureckiego, związany z Partią Jedności Narodowej, w latach 1959–1964 pierwszy minister obrony Republiki Cypru, w 1978 przez kilka miesięcy premier Cypru Północnego.

## Życiorys
Urodził się w rodzinie cypryjskich Turków w 1925 roku w Nikozji na będącym wówczas brytyjską kolonią Cyprze.
W 1949 ukończył studia prawnicze na Uniwersytecie Stambulskim, a w 1952 w Londynie został przyjęty do zawodu barristera w Middle Temple. W latach 1952–1959 pracował na Cyprze jako adwokat.
Od 1955 był członkiem zespołu prawnego cypryjskich Turków, który pod przywództwem Fazıla Küçüka negocjował nową konstytucję wyspy z gubernatorem Johnem Hardingiem. W 1959 wraz z Fazılem Küçükiem i Raufem Denktaşem, brał udział w negocjacjach ustanawiających Republikę Cypryjską. 5 kwietnia 1959 wszedł w skład rządu cypryjskiego – podległego jeszcze brytyjskim władzom kolonialnym, reprezentowanym przez Hugh Foota – jako minister obrony. Pozostał na stanowisku po uzyskaniu przez Cypr niepodległości i powstaniu rządu, na którego czele stanął nowo wybrany prezydent – arcybiskup Makarios III. Został wybrany do parlamentu z okręgu Nikozji.
Po zamieszkach na wyspie na przełomie 1963 i 1964 roku i przejęciu pełni władzy przez grecką większość Örek został przedstawicielem cypryjskich Turków przy Organizacji Narodów Zjednoczonych. Urząd ministra obrony formalnie sprawował do 1 lipca 1964. Jego obowiązki przejął minister spraw wewnętrznych Polikarpos Georkiadis. Przedstawicielem przy ONZ pozostawał po zamachu stanu na Cyprze, tureckiej inwazji na wyspę (1974) i proklamowaniu Tureckiego Federalnego Państwa Cypru (1975). Do aktywnej polityki powrócił w 1976, kiedy jako kandydat Partii Jedności Narodowej (UBP) został posłem, a 3 lipca przewodniczącym północno-cypryjskiego parlamentu. 21 kwietnia 1978 objął urząd premiera Cypru Północnego, zastępując na stanowisku Nejata Konuka. Na stanowisku pozostawał przez 8 miesięcy do 12 grudnia 1978, a jego następcą został Mustafa Çağatay również polityk UBP. Pozostał członkiem parlamentu, a po proklamowaniu w 1983 Tureckiej Republiki Cypru Północnego był jednym z autorów jej konstytucji.
Po zakończeniu kariery politycznej był profesorem prawa na Eastern Mediterranean University w Famaguście. Zmarł 24 marca 1999 roku w Londynie.